# Reichssender Köln
Рейхсендер Кёльн (Reichssender Köln) — радиостанция, существовавшая в Веймарской Республике, а затем и в Третьем Рейхе, вещавшая в 1924—1945 гг. Принадлежала Рейхсрадио. Её программа звучала в земле Липпе, провинции Вестфалия и округах Аахен, Кёльн и Дюссельдорф на волне 456 метров.

## Программы
- Выпуски новостей в 07.30, 10.00-10.15, 14.00-14.15,
- Текущие новости, короткие репортажи и прогноз погоды в 13.00-13.15 20.00-20.10;
- Текущие новости, репортажи и прогноз погоды в 22.00-22.20;
- «Фрюконцерт» в 06.30-07.30 (совместно с радиостанцией «Кёнигсберг»);
- «Аллерлей фон Цвай бис Драй» (совместно с радиостанцией «Дойчландзендер»);
- «Музик цум фейерабенд» (Musik zum Feierabend) в 18.00-19.45 [1] (совместно с радиостанцией «Лейпциг»).